# Kersti Kaljulaid

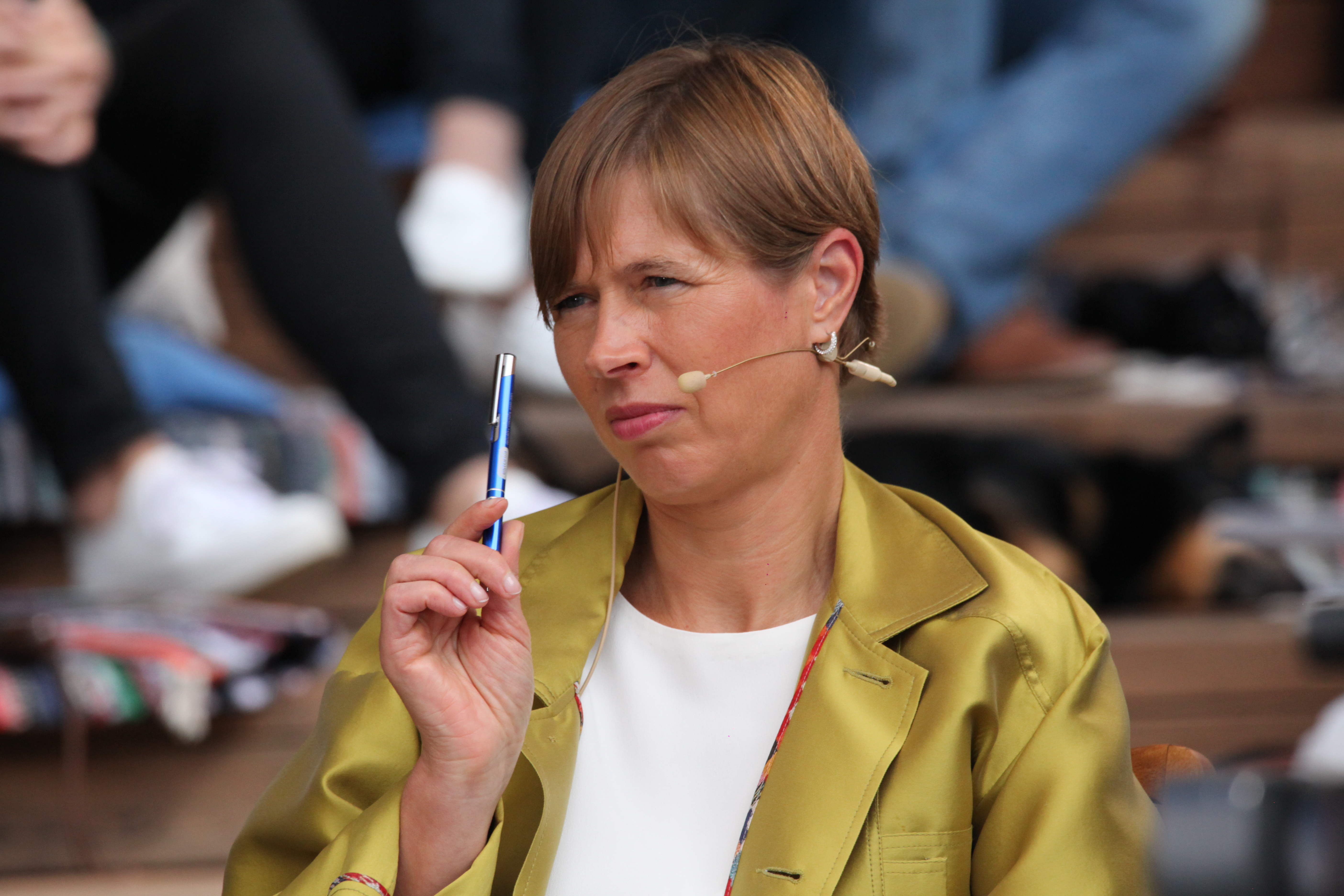
Kersti Kaljulaid (2021)

Kersti Kaljulaid (Tartu, 30 de desembre de 1969) és una política estoniana, presidenta d'Estònia des de 2016. Anteriorment va ser representant del país bàltic al Tribunal de Comptes Europeu (2004-2016).

## Biografia
Kersti Kaljulaid va néixer a Tartu (RSS d'Estònia, llavors part de la Unió Soviètica) el 1969. Després de completar l'educació secundària a Tallin, va tornar a la seva ciutat natal per estudiar Biologia a la Universitat de Tartu, amb una llicenciatura cum laude el 1992. Set anys més tard completaria la seva formació amb un Màster en administració d'empreses al mateix centre.
Entre 1996 i 1997 va estar treballant de comercial de vendes en l'empresa de telecomunicacions Eesti Telefon, i després va ser contractada pel banc Eesti Hoiupank com a gestora de negocis. Quan l'entitat va ser absorbida per Hansabank el 1998, Kersti va ser ascendida al departament de banca d'inversió i va romandre allí fins a 1999.
Kaljulaid parla estonià i pot mantenir converses en anglès, alemany, rus i finès.

## Trajectòria política
El 1999, el primer ministre Mart Laar va contractar a Kaljulaid perquè formés part de l'equip estatal d'assessors econòmics. Tot i que al principi era una funcionària sense vinculació política, des de 2001 va estar afiliada al partit conservador Unió Pro Pàtria (Isamaaliit). Amb l'arribada al govern de Siim Kallas en 2002, se li encomanaria la direcció de la central elèctrica d'Iru.
Quan Estònia va ingressar en la Unió Europea el maig de 2004, Kaljulaid va ser nomenada representant del país en el Tribunal de Comptes Europeu a Luxemburg, del que formaria part fins a 2016. Des d'aquesta institució supervisaria assumptes com la concessió de fons estructurals, el control dels diners destinats a la Política Agrícola Comuna, i l'auditoria de l'Europol. Des de 2006 fins a 2008 va ser presidenta del Comitè Administratiu de l'organisme.
En 2011, Kaljulaid va ser nomenada membre del Consell Rector de la Universitat de Tartu.

## Presidència d'Estònia
Kersti Kaljulaid serà la presidenta d'Estònia a partir del 10 d'octubre de 2016.
L'elecció de Kaljulaid va ser fruit d'una candidatura de consens. Després que el Riigikogu i el Comitè Electoral fossin incapaços de triar al substitut de Toomas Hendrik Ilves, els diputats més veterans de la càmera van suggerir la candidatura de la funcionària europea. De tornada al parlament, Kaljulaid va superar la majoria de dos terços necessària gràcies a 81 vots (de 101 possibles) i es va convertir així en la primera dona que ostentarà la prefectura de l'Estat a Estònia, així com en la més jove a accedir al càrrec, amb 46 anys.